# Badminton-Ozeanienmeisterschaft 2010
Die Badminton-Ozeanienmeisterschaft 2010 fand vom 24. bis zum 27. Februar 2010 in Invercargill (Neuseeland) statt. Es war die 7. Austragung dieser Kontinentalkämpfe im Badminton in Ozeanien.

## Medaillengewinner
| Disziplin    | Gold                          | Silber                        | Bronze                          |
| ------------ | ----------------------------- | ----------------------------- | ------------------------------- |
| Herreneinzel | Joe Wu                        | James Eunson                  | Marc Antoine Desaymoz           |
| Herreneinzel | Joe Wu                        | James Eunson                  | Michael Fowke                   |
| Dameneinzel  | Huang Chia-chi                | Erica Pong                    | Jessica Jonggowisastro          |
| Dameneinzel  | Huang Chia-chi                | Erica Pong                    | Leanne Choo                     |
| Herrendoppel | Glenn Warfe Ross Smith        | Oliver Leydon-Davis Henry Tam | Saliya Gunaratne Chad Whitehead |
| Herrendoppel | Glenn Warfe Ross Smith        | Oliver Leydon-Davis Henry Tam | James Paterson Brent Miller     |
| Damendoppel  | Leanne Choo Kate Wilson-Smith | Ann-Louise Slee Leisha Cooper | Danielle Barry Donna Haliday    |
| Damendoppel  | Leanne Choo Kate Wilson-Smith | Ann-Louise Slee Leisha Cooper | Stephanie Cheng Victoria Cheng  |
| Mixed        | Glenn Warfe Kate Wilson-Smith | Henry Tam Donna Haliday       | Chad Whitehead Leanne Choo      |
| Mixed        | Glenn Warfe Kate Wilson-Smith | Henry Tam Donna Haliday       | James Eunson Stephanie Cheng    |
| Mannschaft   | Neuseeland                    | Australien                    | Fidschi                         |